# Atoconeura luxata
Atoconeura luxata är en trollsländeart som beskrevs av Klaas-Douwe B. Dijkstra 2006. Atoconeura luxata ingår i släktet Atoconeura och familjen segeltrollsländor. IUCN kategoriserar arten globalt som livskraftig. Inga underarter finns listade i Catalogue of Life.